# أنتي ساريتش
أنتي ساريتش هو لاعب كرة قدم كرواتي في مركز الدفاع، ولد في 17 يونيو 1992 في زادار في كرواتيا. لعب مع نادي زادار ‏.

## وصلات خارجية
- أنتي ساريتش على موقع اتحاد كرواتيا (الكرواتية)
- أنتي ساريتش على موقع قاعدة بيانات كرة القدم.إي يو (الإنجليزية)
- أنتي ساريتش على موقع Soccerway.com (الإنجليزية)